# Вёглин, Чарльз Фредерик
Чарльз Фредерик Вёглин (англ. Charles Frederick Voegelin; 14 января 1906 года ― 22 мая 1986 года) ― американский лингвист и антрополог. Был одним из ведущих авторитетов в области языков коренных народов Северной Америки, в частности, алгонкинских и юто-ацтекских языков. Также опубликовал много влиятельных работ по делаварским языкам, языкам шони, хопи и тюбатулабаль.

## Биография
Чарльз Фредерик Вёглин родился в Нью-Йорке. Окончил Стэнфордский университет со степенью бакалавра психологии, после чего отправился в Новую Зеландию, чтобы изучать музыку маори. Затем он решил изучать антропологию в Калифорнийском университете в Беркли, где его наставниками были Альфред Крёбер, Роберт Лоуи и Мелвилл Джейкобс. Там он написал диссертацию по грамматике тюбатулабала. Сначала ему было очень трудно воспринимать фонетические различия языка, но в 1931 году он отправился в поле с датским лингвистом Хансом Йоргеном Ульдаллом, который научил его распознавать все фонетические контрасты. Его знание языков коренных народов стало настолько хорошим, что он смог переписываться с Леонардом Блумфилдом на оджибве. Эти письма позже были опубликованы в журнале «Антропологическая лингвистика».
Он продолжал работать над диссертацией по лингвистике в Йельском университете с Эдвардом Сепиром, а затем преподавал в университете ДеПау, прежде чем в 1941 году поступил на работу в Индианский университет в Блумингтоне в качестве первого профессора антропологии этого университета. Во время своего пребывания в Индиане он руководил крупнейшей в США программой специализированной подготовки армии США по иностранным языкам. В 1944 году он убедил руководство Университет Индианы разместить у себя редакцию International Journal of American Linguistics ( IJAL ), который перестал публиковаться в 1939 году, незадолго до смерти своего первого редактора Франца Боаса. Вёглин много лет был редактором IJAL.
Среди его аспирантов в Индиане были Кен Хейл и Делл Хаймс. Позже он работал в Гавайском университете, а затем вернулся в Индиану, где был почётным профессором.

## Личная жизнь
Первой женой Вёглина была этнолог Эрмини Уиллер-Вёгелин, с которой он вместе проводил полевые исследования. Затем он женился на лингвисте Флоренс М. Вёгелин. Они являются соавторами множества публикаций.

## Признание
Вёглин был президентом Лингвистического общества Америки в 1954 году.
В 1975 году несколько коллег и бывших студентов Фогелина совместно работали над фестшрифтом Linguistics and Anthropology: In Honor of C. F. Voegelin.
Собрание статей Фогелина находится в архиве Американского философского общества.

## Избранные публикации
- Voegelin, Charles F. (1935). Tübatulabal Grammar. University of California Publications in American Archaeology and Ethnology. 34: 55–190.
- Voegelin, Charles F. (1935). Tubatulabal Texts. University of California Publications in American Archaeology and Ethnology. 34: 191–246.
- Voegelin, Charles F. (1958). Working Dictionary of Tübatulabal. International Journal of American Linguistics. 24 (3): 221–228. doi:10.1086/464459.
- Voegelin, Carl & Florence Voegelin. (1941). Map of North American Indian Languages. American Ethnological Society.
- Voegelin, Carl F. 1935. Shawnee Phonemes. Language 11: 23-37.
- Voegelin, Carl F. 1936. Productive Paradigms in Shawnee. Robert H. Lowie, ed., Essays in Anthropology presented to A. L. Kroeber 391-403. Berkeley: University of California Press.
- Voegelin, Carl F. 1938-40. Shawnee Stems and the Jacob P. Dunn Miami Dictionary. Indiana Historical Society Prehistory Research Series 1: 63-108, 135-167, 289-323, 345-406, 409-478 (1938–1940). Indianapolis
- Voegelin, Carl F., and Florence M. Voegelin. 1957. Hopi domains: A lexical approach to the problem of selection. Indiana University Publications in Anthropology and Linguistics: Memoir 14.
- Voegelin, Carl F., and Florence M. Voegelin. 1959. Guide to transcribing unwritten languages in field work. Anthropological Linguistics 1:1-28.
- Voegelin, Carl F., Florence M. Voegelin, and Kenneth Hale. 1962. Typological and Comparative Grammar of Uto-Aztecan; I, Phonology. IJAL Memoir no. 17.
- Voegelin, Carl F., and Florence M. Voegelin. 1962. Typological and comparative grammar of Uto-Aztecan. IJAL 28(1):210-213.
- Voegelin, Carl F., and Florence M. Voegelin. 1967. Passive transformations form non-transitive bases in Hopi. IJAL 33:276-281.
- Voegelin, Carl F., and Florence M. Voegelin. 1977. Classification and index of the world's languages. (Foundations of Linguistics series). New York: Elsevier.